# Marcel Renault
Marcel Renault (14 de maio de 1872 – 26 de maio de 1903) foi um piloto de corridas e industrialista francês, co-herdeiro de um importante negócio de têxteis e cofundador da fabricante de automóveis Renault com seus irmãos Louis e Fernand Renault. Ele morreu aos 31 anos devido aos ferimentos sofridos na Corrida Paris-Madrid de 1903.

## Biografia

### Primeiros anos
Renault nasceu em 1872 em Paris, em uma família burguesa de cinco filhos (duas irmãs e dois irmãos). Seu pai, Alfred Renault, acumulou fortuna com seu negócio têxtil, e sua mãe era filha de comerciantes abastados.
Seu irmão Louis era um gênio da mecânica. Pioneiro automotivo, ele desenvolveu uma voiturette na oficina da família em Boulogne-Billancourt em 1898.

### Fundação da Renault Frères
Em 1899, enquanto administrava o negócio têxtil do pai com seu irmão Fernand, os três irmãos fundaram a "Renault Frères" ("Irmãos Renault", que mais tarde se tornaria o Grupo Renault) em Boulogne-Billancourt. Marcel e Fernand empregaram 60 pessoas para lançar o carro projetado por Louis, sem acreditar no projeto. Marcel cuidava da administração, Fernand dirigia o marketing e Louis se dedicava ao design e produção dos carros. No final de 1899, eles receberam seus primeiros pedidos.

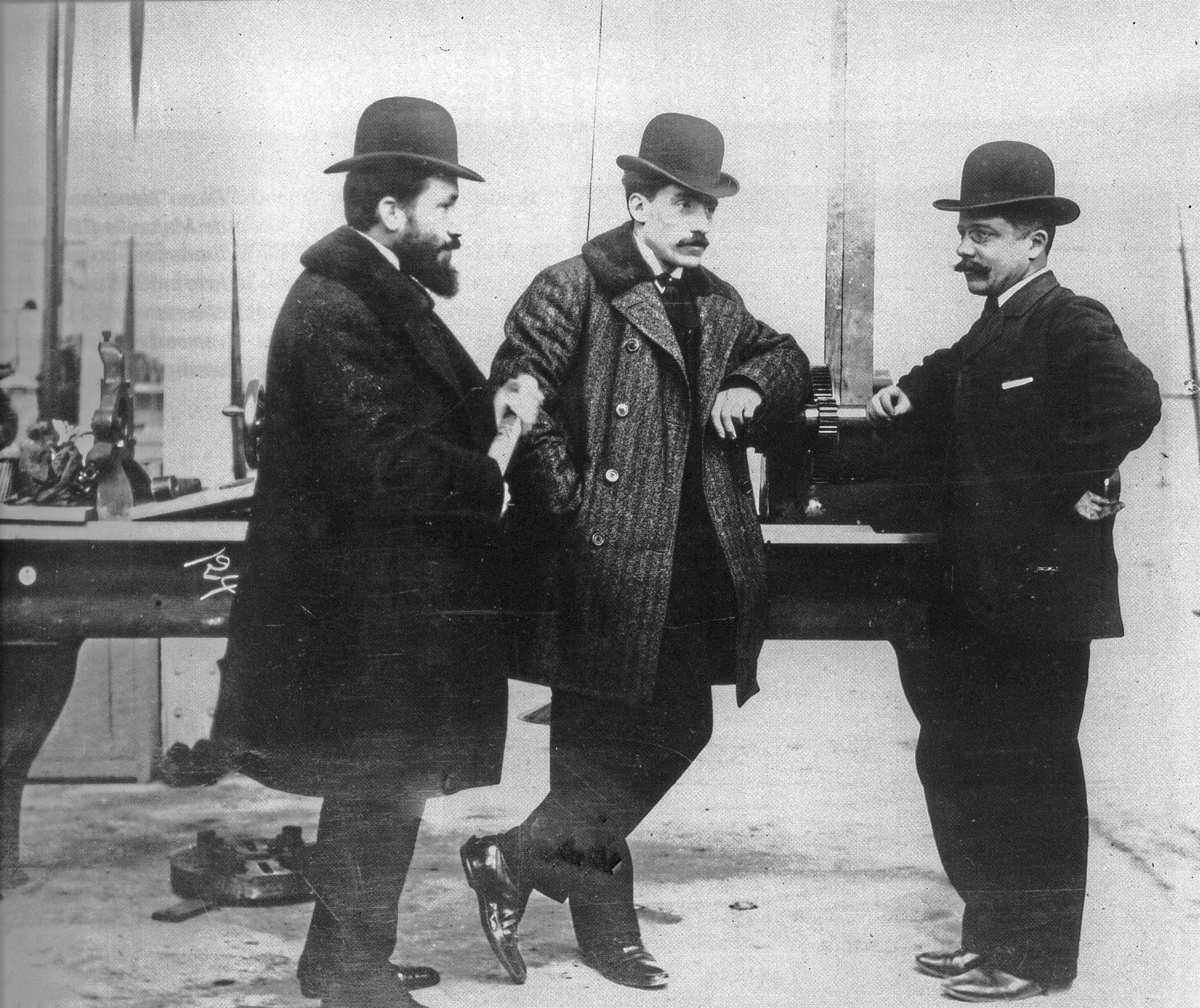
Os três irmãos Renault: Marcel, Louis e Fernand.
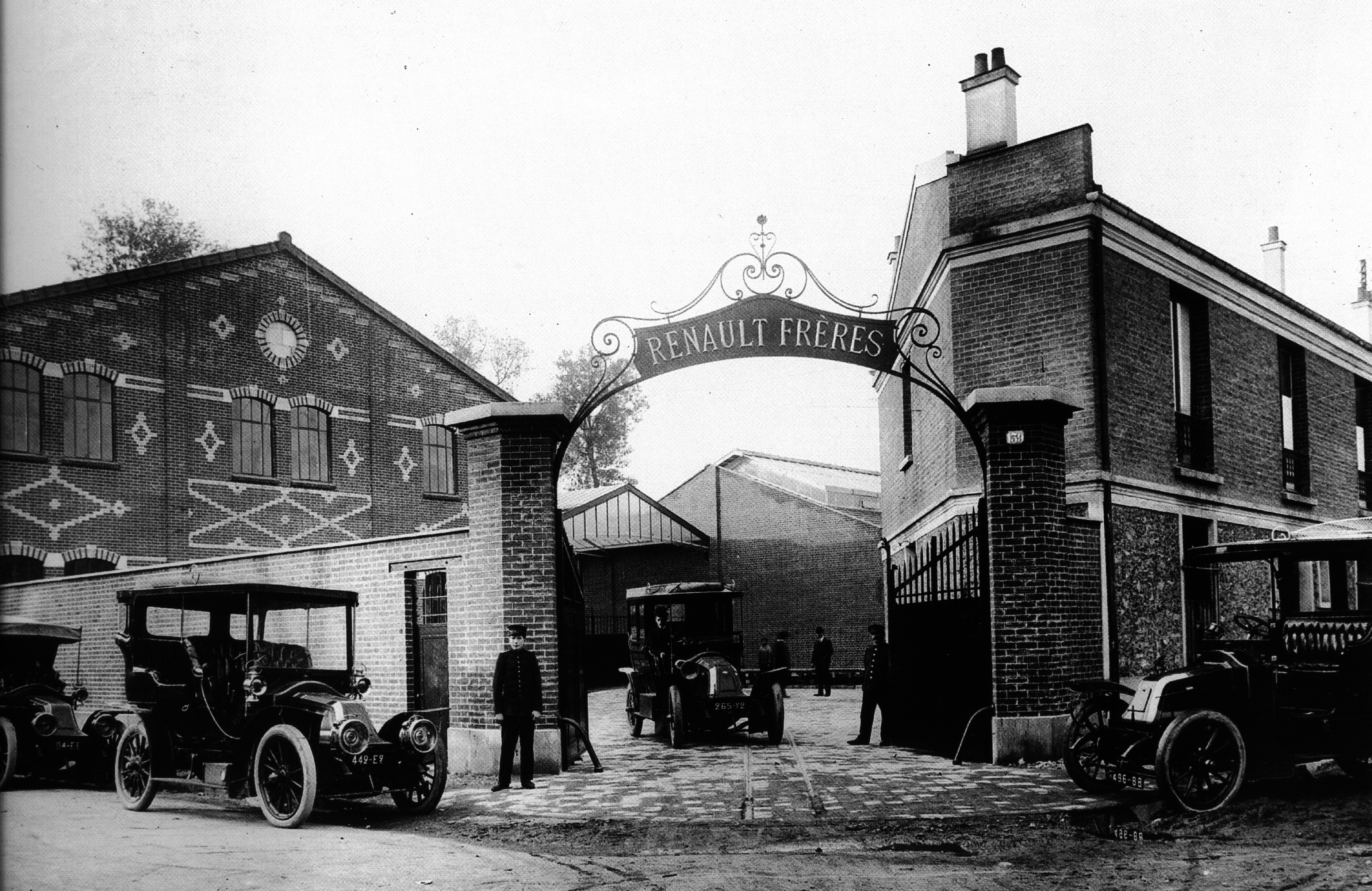
A fábrica da Renault Frères no início do século XX.
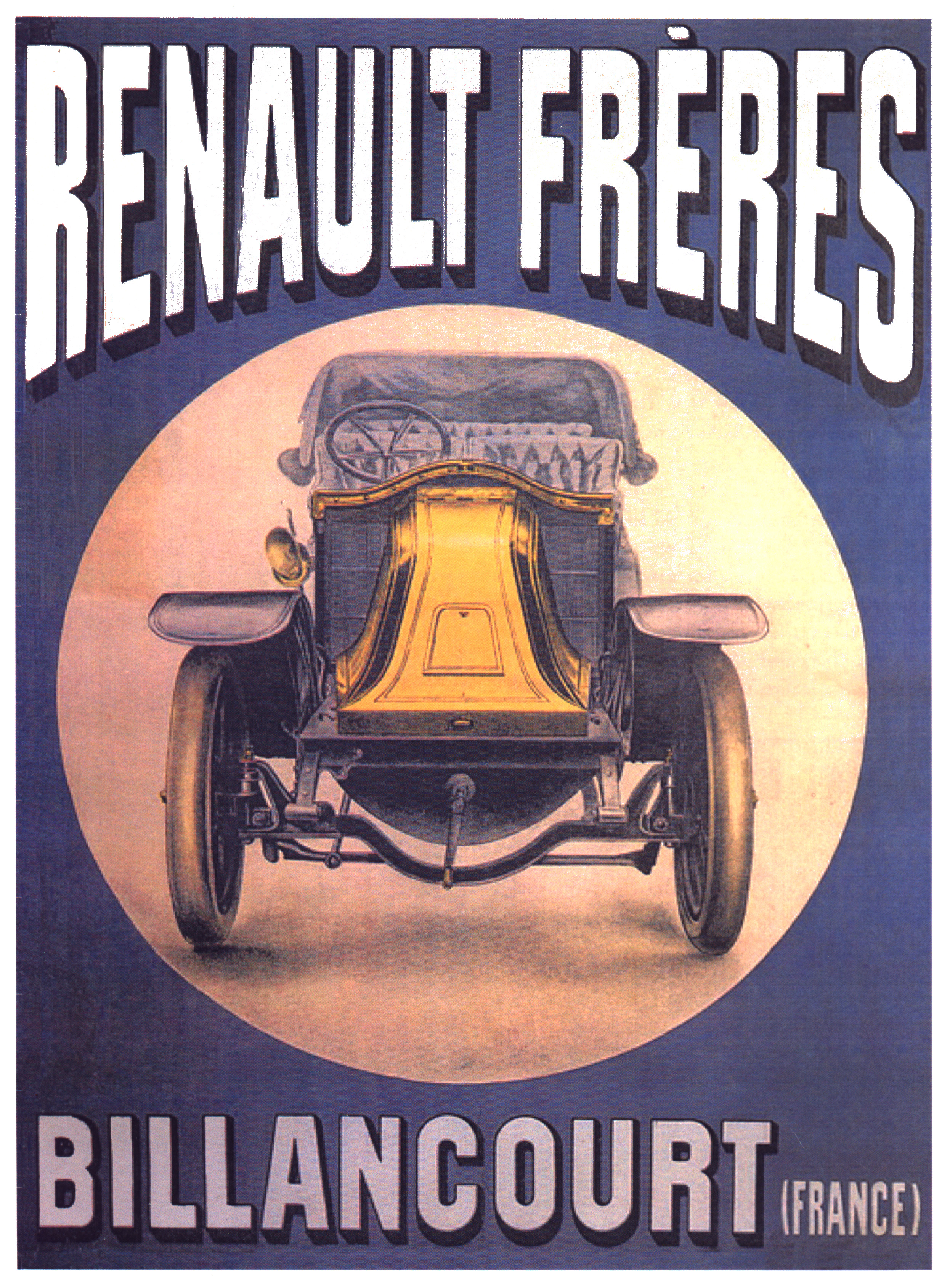
Anúncio de um carro da Renault Frères.

### Corridas automobilísticas

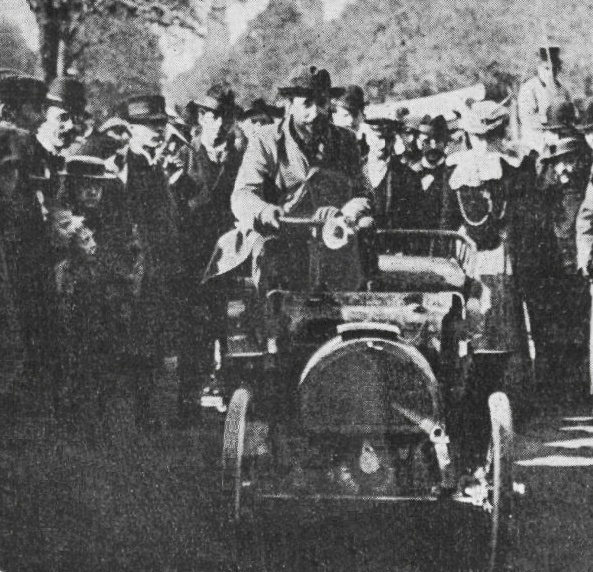
Marcel Renault, terceiro colocado em Paris-Rambouillet 1899, em uma voiturette Renault.

Em agosto de 1899, Marcel e Louis alinharam na largada da corrida Paris-Trouville e obtiveram sua primeira vitória em voiturette em uma série de provas entre cidades conhecida como Coupe des Chauffeurs Amateurs (Copa dos Motoristas Amadores). Em sua categoria, os Renault não enfrentaram rivais significativos, e os irmãos venceram várias corridas nos anos seguintes. Seu sucesso repetido tornou a marca famosa, fazendo com que os pedidos atingissem valores de até 3 000 francos de ouro.

Marcel e Louis participaram da corrida Paris-Toulouse-Paris durante os Jogos Olímpicos de Verão de 1900, mas Marcel não terminou a prova. Os dois irmãos dominaram a categoria de voiturettes (abaixo de 400 kg) nos Sports de l'Exposition Universelle de 1900 (Exposição Universal de Esportes de 1900). Juntos, conquistaram uma medalha de prata em voiturettes e um prêmio de 4 000 francos, além de uma placa de ouro.

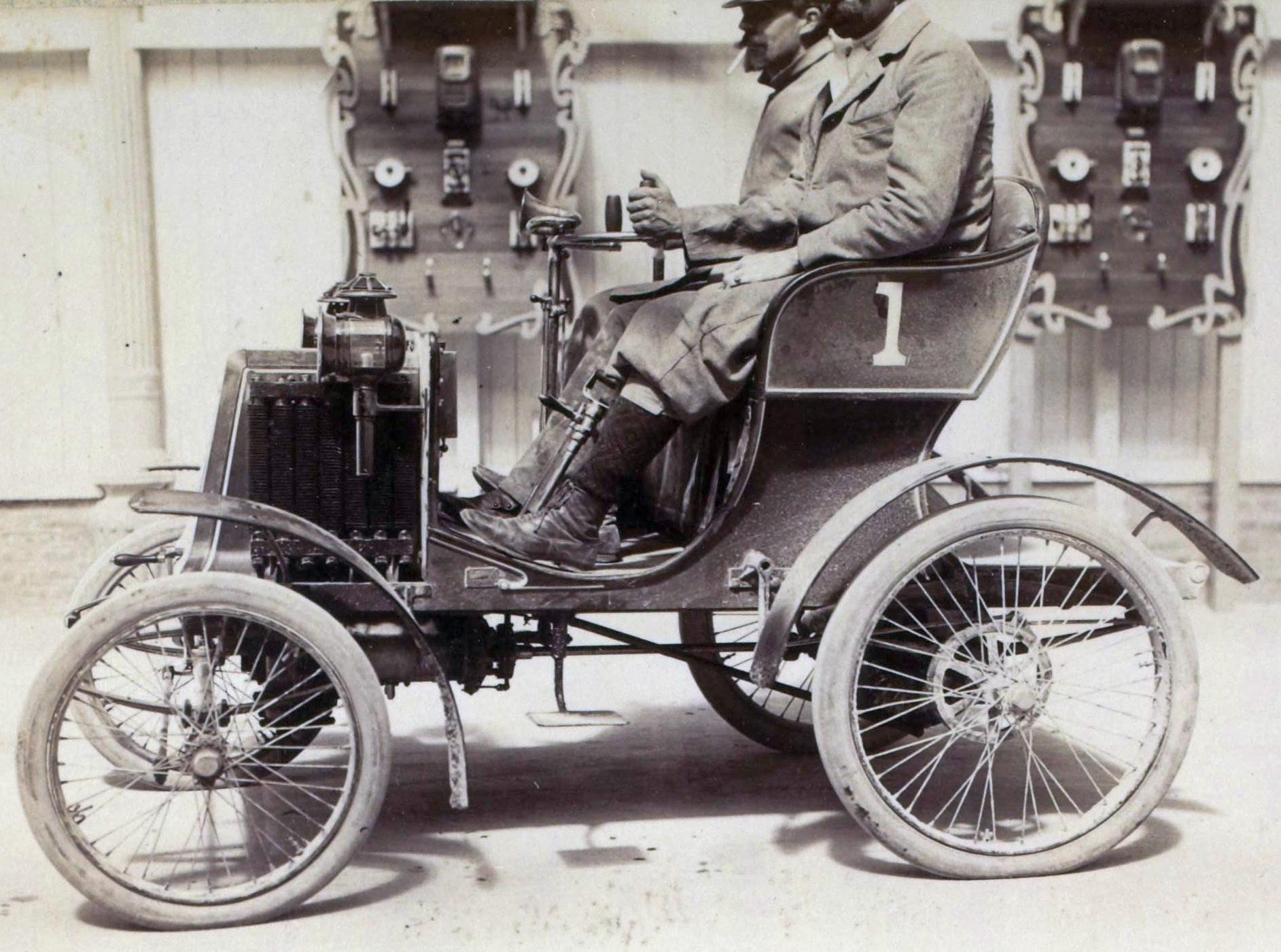
Renault, primeiro inscrito na Coupe des Voiturettes em 11 de março de 1900.
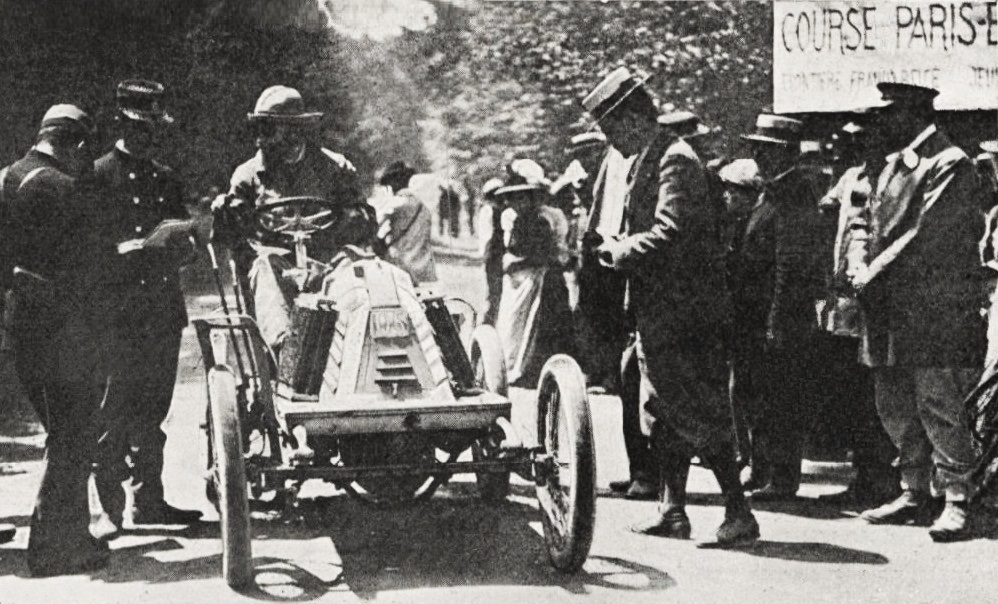
Marcel Renault durante o Paris-Berlim 1901 (fronteira belga).
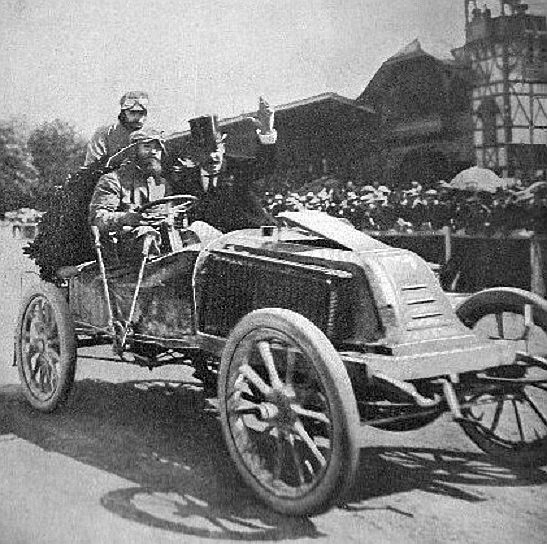
Marcel Renault, vencedor de Paris-Viena 1902 em um Renault Type K.

### Acidente e morte

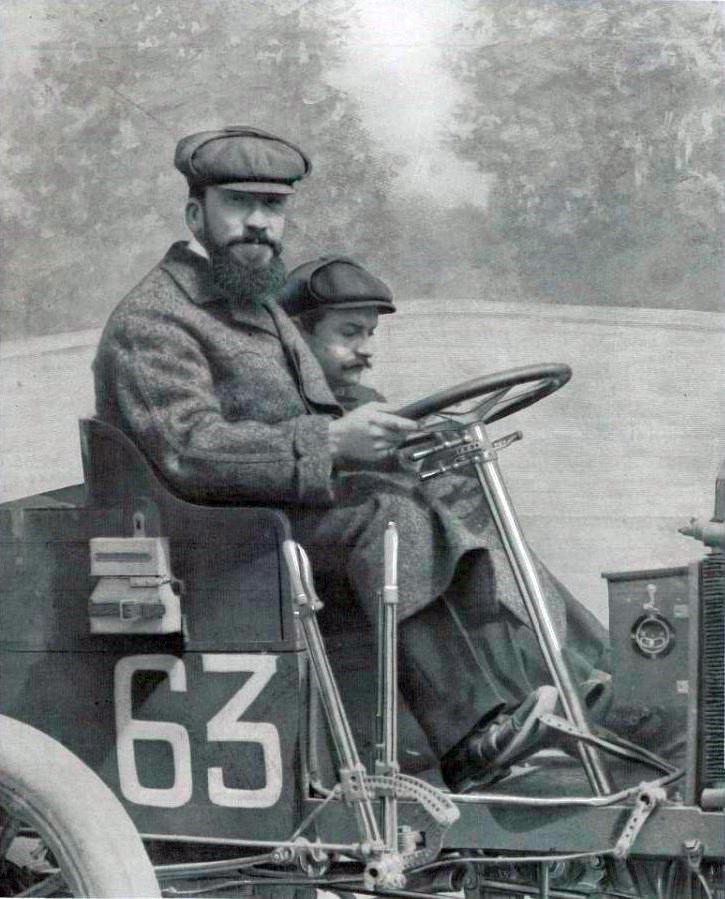
Corrida Paris-Madrid 1903. Marcel Renault com seu mecânico René Vauthier.

Ele morreu em Payré, próximo a Poitiers, aos 31 anos, devido aos graves ferimentos sofridos durante a Corrida Paris-Madrid. Ao ultrapassar outro piloto, ele foi cegado por uma nuvem de poeira que o impediu de ver uma curva à frente. Seu carro, um Renault de 40 cavalos de potência, saiu da estrada a mais de 100 km/h, entrou em um barranco e capotou, arremessando violentamente Renault e seu mecânico René Vauthier. Gravemente ferido, Vauthier sobreviveu com várias fraturas, mas Renault sofreu uma lesão na coluna vertebral e entrou em coma. Renault morreu 48 horas depois em uma fazenda para onde espectadores o levaram. A corrida foi cancelada após outros pilotos terminarem em Bordeaux ou sofrerem acidentes, com Louis Renault terminando em segundo lugar. Por um tempo após o incidente, as corridas foram proibidas na França. Após a morte de Marcel, Louis abandonou as competições, e seu mecânico de bordo Ferenc Szisz assumiu as corridas pela marca.

Corrida Paris-Madrid 1903
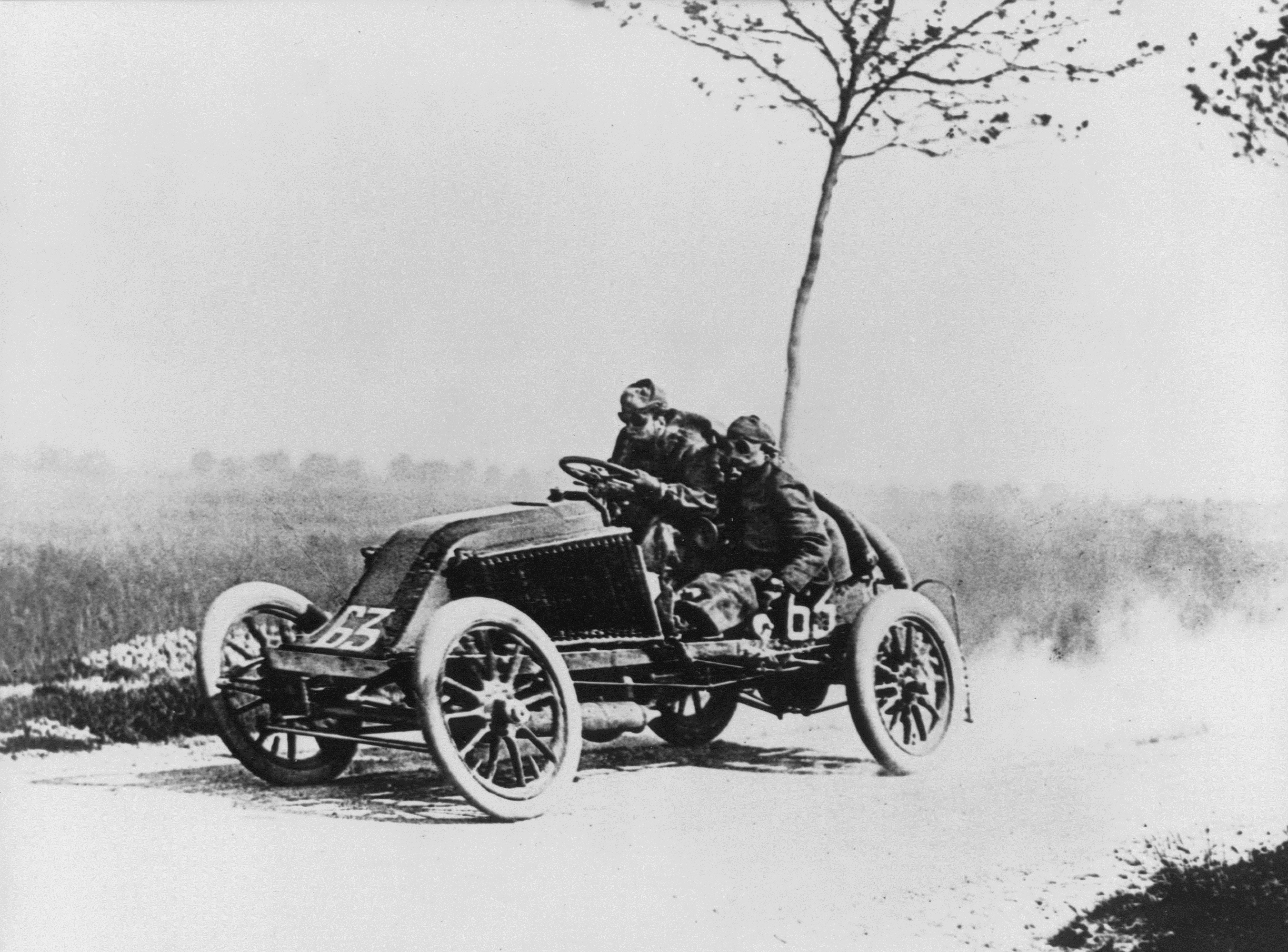
Carro de Marcel Renault em alta velocidade alguns quilômetros antes do acidente.
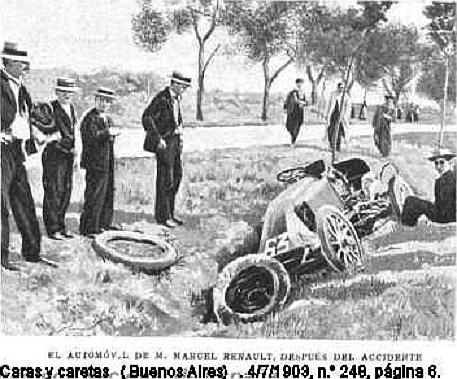
24 de maio de 1903 em Couhé-Vérac, próximo a Poitiers, carro de Marcel Renault durante o acidente fatal.
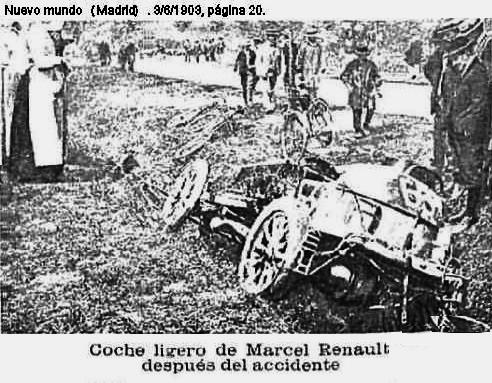
24 de maio de 1903 em Couhé-Vérac, próximo a Poitiers, carro de Marcel Renault após o acidente.

Após sua morte, uma estátua foi erguida em memória de Renault, que mais tarde seria destruída pelos ataques alemães durante a Segunda Guerra Mundial.[carece de fontes?]